# Торможение (автотранспорт)
Торможение (автотранспорт) — уменьшение скорости автотранспортного средства при помощи тормозной системы. 
Максимальное значение тормозной силы зависит от коэффициента сцепления шин автомобиля с дорогой и нормальной нагрузки на колеса. Установлены стандарты тормозного пути и замедления автомобиля, являющиеся частью правил дорожного движения. Ускорение автомобиля при торможении определяют при помощи деселерометра.
Общий тормозной путь автомобиля до его остановки (остановочный путь) вычисляется по формуле: 
{\displaystyle S_{0}=(t_{1}+t_{2})v_{a}+{\frac {K_{e}v_{a}^{2}}{2g\varphi }}}
Здесь: {\displaystyle t_{1}} - время реакции водителя, {\displaystyle t_{2}} - время срабатывания тормозов, {\displaystyle K_{e}} - коэффициент эффективности торможения, {\displaystyle v_{a}} - скорость движения автомобиля, {\displaystyle \varphi } - коэффициент сцепления, {\displaystyle g} - ускорение свободного падения.  
При неумелом
применении может сопровождаться нежелательными и опасными явлениями (занос и т.д.). Разработан ряд рекомендаций по безопасному применению торможения автотранспортных средств.
Сила торможения автомобиля достигает максимума не при полной остановке вращения его колёс (когда они скользят по дороге и сила трения падает), а при их замедленном вращении, близком к остановке и переходу к скольжению. Поэтому для уменьшения тормозного пути необходимо добиваться одновременной остановки вращения колёс и прекращения поступательного движения автомобиля.
Использовать торможение при езде по скользкой дороге необходимо очень осторожно. Для предотвращения полной остановки колёс автомобиля и сохранения их сцепления с поверхностью дороги рекомендуется использование импульсного (многократно, очень кратко и резко нажимать на педаль тормоза) метода торможения. Допускается использование при определённых условиях стояночного тормоза и ряда других приёмов управления автомобилем.